# Професионална рагби лига
Професионална рагби лига је професионална рагби јунион лига у Русији.

## Списак шампиона Русије у рагбију
1992 Красни Јар
1993 ВВА Подмосковље
1994 Красни Јар
1995 Красни Јар
1996 Красни Јар
1997 Красни Јар
1998 Красни Јар
1999 Јенисеј Краснојаркс
2000 Красни Јар
2001 Красни Јар
2002 Јенисеј Краснојаркс
2003 ВВА Подмосковље
2004 ВВА Подмосковље
2005 Јенисеј Краснојаркс
2006 ВВА Подмосковље
2007 ВВА Подмосковље
2008 ВВА Подмосковље
2009 ВВА Подмосковље
2010 ВВА Подмосковље
2011 Јенисеј Краснојаркс

## О лиги
Професионална рагби лига је као што и сам назив каже професионална лига и то је први ранг такмичења у Русији. После лигашког дела, игра се плеј оф који даје шампиона Русије у рагбију. Рагби се у Русији игра још од краја 19. века, мада је у комунистичком био забрањиван јер је сматран "буржујским" спортом. Рагби јунион репрезентација Русије је учествовала на светском првенству у рагбију 2011. У русији има око 22 000 регистрованих рагбиста.
Екипе за сезону 2015-2016
ВВА Подмосковље
Јенисеј Краснојаркс
Красни Јар
Слава Москва
Спартак ГМ Москва
Фили Москва
Рагби клуб Новокузњецк
Стрела-Агро Казан
Рагби клуб Булава
Рагби клуб Кубан